# Cuenca (stacja kolejowa)
Cuenca (hiszp: Estación de Cuenca) – stacja kolejowa w Cuenca, w prowincji Cuenca, we wspólnocie autonomicznej Kastylia-La Mancha, w Hiszpanii. Zarządzana jest przez Adif, znajduje się na nie zelektryfikowanej linii Madryt-Cuenca-Walencja. Położona jest w samym sercu miasta Cuenca, znajduje się tu kawiarnia, restauracja, biura wynajem samochodów, kasy biletowe i poczta.
Dzisiaj jest obsługiwane przez pociągi regionalne serii R-592. Od 18 grudnia 2010 istnieje stacja na linii dużych prędkości Cuenca-Fernando Zóbel, która znajduje się na obrzeżach miasta. Obsługuje ona pociągi AVE i Alvia, i łączy Cuencę z ośmioma stolicami prowincji (Madryt, Walencja, Albacete, Alicante, Castellón, Segowia, Valladolid, Palencia, León i Oviedo) i innych miast, takich jak Gijón, Sagunt, Almansa i Miéres.